# Liste australischer Strafkolonien
In der Liste sind die britischen Strafkolonien der Sträflingskolonie Australien enthalten. In der Zeit von 1788 bis 1857 wurden 134.000 Gefangene dorthin transportiert. Die Sträflingskolonien befanden sich zuerst in Sydney und später auch in anderen  Teilen New South Wales, Norfolk Island, Queensland, Tasmanien und nur für kurze Zeit in Western Australia. Die meisten Gefangenenkolonien befanden sich in Tasmanien. 
| Sträflingskolonien                                                       | Staat                        | Eröffnung | Schließung | Bemerkung                                         |
| ------------------------------------------------------------------------ | ---------------------------- | --------- | ---------- | ------------------------------------------------- |
| Cockatoo Island                                                          | New South Wales              | 1839      | 1869       | Teil des UNESCO-Welterbe Australian Convict Sites |
| Great North Road                                                         | New South Wales              | 1825      | 1836       | Teil des UNESCO-Welterbe Australian Convict Sites |
| Sträflingskolonie Rose Hill                                              | New South Wales              | 1788      |            |                                                   |
| Sydney Cove                                                              | New South Wales              | 1788      |            |                                                   |
| Sträflingskolonie Moreton Bay                                            | Queensland                   | 1824      |            |                                                   |
| Redcliffe                                                                | Queensland                   | 1823      | 1824       |                                                   |
| Brickendon and Woolmers Estates                                          | Tasmanien (Van-Diemens-Land) |           |            | Teil des UNESCO-Welterbe Australian Convict Sites |
| Coal Mines Historic Site auch (Saltwater River) auf der Tasman-Halbinsel | Tasmanien (Van-Diemens-Land) | 1833      | 1848       | Teil des UNESCO-Welterbe Australian Convict Sites |
| Darlington Probation Station auf Maria Island                            | Tasmanien (Van-Diemens-Land) | 1825      | 1851       | Teil des UNESCO-Welterbe Australian Convict Sites |
| Port Arthur                                                              | Tasmanien (Van-Diemens-Land) |           |            | Teil des UNESCO-Welterbe Australian Convict Sites |
| Richmond                                                                 | Tasmanien (Van-Diemens-Land) |           |            | Teil des UNESCO-Welterbe Australian Convict Sites |
| Risdon Cove                                                              | Tasmanien (Van-Diemens-Land) |           |            |                                                   |
| Strafkolonie Macquarie Harbour auf Sarah Island                          | Tasmanien (Van-Diemens-Land) |           |            | Teil des UNESCO-Welterbes Tasmanische Wildnis     |
| Sullivan’s Cove                                                          | Tasmanien (Van-Diemens-Land) | 1804      |            |                                                   |
| Swan River Colony                                                        | Western Australia            |           |            |                                                   |
| Kingston and Arthurs Vale Historic Area auf Norfolk Island               | Anderer                      |           |            | Teil des UNESCO-Welterbe Australian Convict Sites |